# Lista de municípios de Moçambique por província
Lista de municípios de Moçambique por província:

## Província deCabo Delgado
- Balama
- Chiúre
- Ibo
- Mocímboa da Praia
- Montepuez
- Mueda
- Pemba

## Província deGaza
- Chibuto
- Chócue
- Macia
- Manjacaze
- Massingir
- Praia do Bilene
- Xai-Xai

## Província deInhambane
- Homoíne
- Inhambane
- Massinga
- Maxixe
- Quissico
- Vilanculos

## Província deManica
- Catandica
- Chimoio
- Gondola
- Guro
- Manica
- Sussundenga

## Província deMaputo
- Boane
- Manhiça
- Marracuene
- Matola
- Matola-Rio
- Namaacha

## Província deNampula
- Angoche
- Ilha de Moçambique
- Malema
- Monapo
- Mossuril
- Nacala Porto
- Nampula
- Ribaué

## Província deNiassa
- Cuamba
- Insaca
- Lichinga
- Mandimba
- Marrupa
- Metangula

## Província deSofala
- Beira
- Caia
- Dondo
- Gorongosa
- Marromeu
- Nhamatanda

## Província deTete
- Chitima
- Moatize
- Nhamayabué
- Tete
- Ulongué

## Província deZambézia
- Alto Molócue
- Gurué
- Maganja da Costa
- Milange
- Mocuba
- Morrumbala
- Quelimane

Em 14 de Dezembro de 2022 a Assembleia da República aprovou a proposta do governo para a criação de mais 12 autarquias, elevando o número de municípios em Moçambique para 65.
Os novos municípios são:
- Insaca, vila sede do distrito de Mecanhelas, província do Niassa
- Balama, vila sede do distrito de Balama, província do Cabo Delgado
- Ibo, vila sede do distrito do Ibo, província de Cabo Delgado
- Mossuril, vila sede do distrito de Mossuril, província de Nampula
- Morrumbala, vila sede do distrito de Morrumbala, província da Zambézia
- Chitima, vila sede do distrito de Cahora-Bassa, província de Tete
- Guro, vila sede do distrito de Guro, província de Manica
- Caia, vila sede do distrito de Caia, província de Sofala
- Homoíne, vila sede do distrito de Homoíne, província de Inhambane
- Massingir, vila sede do distrito de Massingir, província de Gaza
- Marracuene, vila sede do distrito de Maracuene, província de Maputo
- Matola-Rio, vila sede de um posto administrativo do distrito de Boane, província de Maputo